# Peter Schulz
Peter Schulz (25 de abril de 1930 — 17 de maio de 2013) foi um político alemão, membro do Partido Social Democrata (SPD) e primeiro prefeito de Hamburgo (de 1971 a 1974).
Schulz nasceu em Rostock. Ele estudou direito na Universidade de Hamburgo e, após sua graduação em 1958, Schulz fundou seu próprio escritório.

## Vida politica
Em 1961, ele foi eleito no Parlamento de Hamburgo e atuou como senador da Justiça desde 1966. Em 1970, ele se tornou senador e segundo prefeito. Em 16 de junho de 1971, ele foi eleito Primeiro Prefeito de Hamburgo, mas renunciou após as eleições de 1974, em 12 de novembro de 1974.

De 1978 a 1982 e de 1983 a 1986, Schulz foi Presidente do Parlamento de Hamburgo.